# Enric Morera i Viura
Pour les articles homonymes, voir Enric Morera.
Enric Morera i Viura (Barcelone, 22 mai 1865 - 11 mars 1942) est un compositeur néoromantique espagnol d'origine catalane. On lui doit plusieurs opéras, de la musique de chambre, de la musique chorale, plusieurs œuvres de concert et une messe de requiem, mais il est surtout connu pour ses sardanes chorales composées sur la base de poèmes tels que La Santa Espina, Les feuilles mortes, La sardana de les monges (la sardane des sœurs) et l'empordà.

## Biographie
Né à Barcelone en 1865, sa famille déménage à Buenos Aires alors qu'il n'a que deux ans. Son père est contrebassiste au Théâtre Alcazar et donne des leçons de piano. Le jeune Enric prend à son tour des leçons de musique. En 1881 il rentre à Barcelone où il continue à étudier le piano et l'harmonie, et sympathise avec Isaac Albéniz. Il réside quelque temps en Belgique, retourne en Argentine avant de s'établir définitivement à Barcelone en 1890 avec un solide bagage musical.
En 1893, il donne la première de la Danse des gnomes et le poème symphonique Introduction de l'Atlantide. Il se rapproche du groupe du modernisme catalan. il écrit dans ce contexte la musique de l'opéra Jésus de Nazareth (Angel Guimera, 1894) pour les fêtes modernistes de Sitges, suivi de l'opéra la fada (1897) sur un texte de Jaume Masso, et l'accompagnement de La joie qui passe (Santiago Rusinol, 1898)
En 1895, il fonde la chorale nouvelle de Catalogne qu'il dirige jusqu'en 1900. L'année suivante il fonde le Théâtre Lyrique Catalan, écrit la musique de la nuit d'amour (Rusinol). Il inclut dans cette œuvre une première sardane chorale qui rencontre un grand succès auprès du public. Après avoir publié un traité d'harmonie, il écrit à temps perdu la sardane Enyorança à Madrid. De retour à Barcelone, il participe aux Spectacles et auditions Graner avec de la musique de scène : Le Comte Arnau de Josep Carner en 1905 et la Santa Espina d'Angel Guimera en 1907. La sardane de cette dernière pièce reste l'une de ses principales œuvres.
Il donne la première de son opéra Emporium en 1906 au Liceu, et une œuvre lyrique en trois actes Bruniselda en 1906, avant de rentrer en Argentine. Il revient à Barcelone en 1911 et est accueilli en héros.
Cette même année, il est nommé sous-directeur de l'école municipale de musique de Barcelone (aujourd'hui le Conservatoire municipal de musique de Barcelone). Il publie encore les opéras Titaina (1912), Tassarba (1916) qui sont jouées au Liceu. En 1931 il écrit la musique de la pièce Le château des trois dragons.
Ses sardanes sont écrites pour cobles, et sont souvent instrumentées par Josep Serra et jouées par la cobla principal de Peralada. On note parmi elles : Baixant de la font del gat, Serra amunt, La font de l'Albera, Davant la verge, Festa major, et La nostra Roser (1940).

## Œuvres

### Chansons
- Chansons populaires catalanes harmonisées - 1910
- Chansons de rue - 1926, poèmes de Josep Maria de Sagarra
- La chanson des catalans - 1930
- Douze chansons du livre de la patrie - 1936, textes de Vives i Miret

### Messes
- Messe de requiem - 1899

### Musique de scène

#### Opéras
- La fada - 1897, texte de Massó i Torrents, première a Sitges pendant les Fêtes Modernistes
- Empòrium - 1906, première au Grand théâtre du Liceu
- Bruniselda - 1906, première Grand théâtre du Liceu
- Titaina - 1912, livret d'Àngel Guimerà, première au Grand théâtre du Liceu
- Tassarba - 1916, première au Grand théâtre du Liceu

#### Musiques d'accompagnements et zarzuelas
- Andreu el navegant
- Jesus de Nazareth - 1893, sur un drame d'Àngel Guimerà, première au Théâtres des nouveautés de Barcelone
- Les moines de Saint Aimant - 1895 (24 d'avril), drame d'Àngel Guimerà, première au Théâtres des nouveautés de Barcelone
- La joie qui passe - 1898
- La nuit de l'amour - 1901, texte de Santiago Rusiñol
- Les cigales et les fourmis, de Santiago Rusiñol - 1901
- Las caramellas- 1902, zarzuela
- Le comte Arnau - 1906, texte de Josep Carner, première au Théâtres des nouveautés de Barcelone
- La Santa Espina - 1906, texte d'Àngel Guimerà, première au Théâtres des nouveautés de Barcelone
- La vieille reine - 1908, drama de Àngel Guimerà, première au Théâtres des nouveautés de Barcelone
- La Baldirona - 1914, zarzuela, texte d'Àngel Guimerà, première au Théâtres des nouveautés de Barcelone
- Baixant de la Font del Gat, o, La Marieta de l'ullviu - 1922, texte d'Amichatis et Gaston A. Mántua
- Don Joan de Serrallonga, texte de Francesc Pujols, d'après l'œuvre homonyme de Víctor Balaguer, première au Théâtre Tivoli de Barcelone - 1922
- Le château des trois dragons - 1931, texte de Frederic Soler « Pitarra »
- Les sirènes et les marins - 1933
- El Ferrer de Tall
- La viole d'or
- Nuit de Noël

### Œuvre symphonique et de chambre
- Menuet pour quartette à corde -1889
- Introduction À l'Atlantide, poème symphonique -1893
- La danse des gnomes- 1893, scherzo pour orchestre
- Concert pour violoncelle et orchestre -1917
- Le poème de la nuit et du jour et de la terre et de l'amour, poème symphonique - 1920, texte de Joan Llongueres
- Catalogne
- Sonate pour violon et piano

### Sardanes
- Enyorança - 1905
- L'Empordà - 1908, poème de Joan Maragall
- Les fulles seques (Les feuilles sèches) - 1909, poème d'Àngel Guimerà
- La sardana de les monges (La sardane des sœurs) - 1919, poème d'Àngel Guimerà, première au Théâtre Eldorado de Barcelone par l'Orféo catalan
- La sardana de la Patria (La sardane de la Patrie) - 1921, poème de Joan Llongueres
- Baixant de la font del gat (en descendant de la fontaine au chat) - 1922
- Mar lliure (mer libre) - 1935
- La nostra Roser - 1941
- Catalunya
- Girona
- Les neus que es fonen
- Serra amunt
- La Santa espina